# Brandon T. Jackson

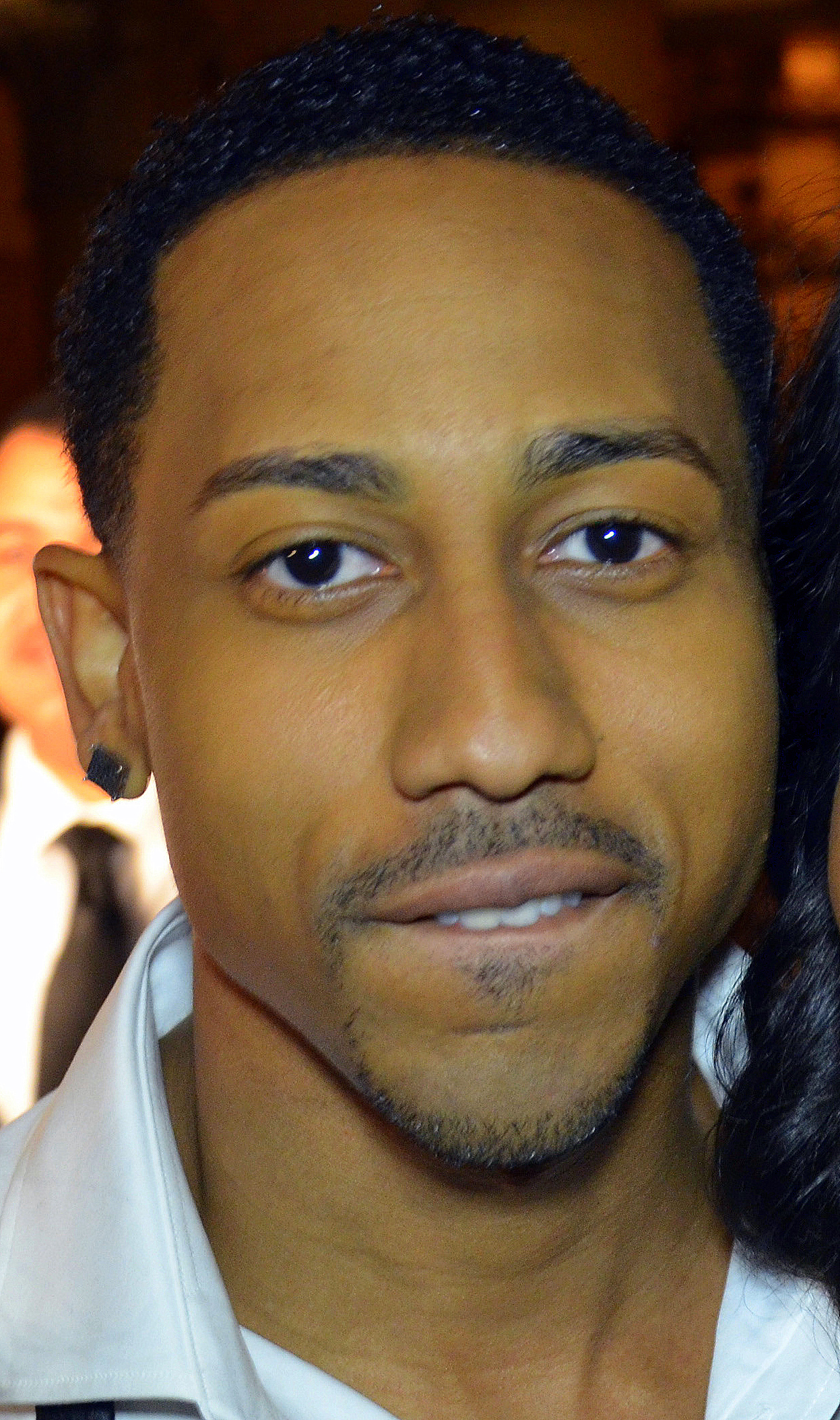
Brandon T. Jackson (2012)

Brandon Timothy Jackson (* 7. März 1984 in Detroit, Michigan) ist ein US-amerikanischer Schauspieler und Komiker.

## Karriere
Jacksons Eltern Wayne T. und Beverly Y. Jackson sind Pastoren. Seine Karriere begann Jackson 2001 in Los Angeles während er als Stand-Up Comedian in dem Comedy-Club Laugh Factory auftrat. Für seine Rolle in Roll Bounce wurde er mit dem Black Reel Award ausgezeichnet. Es folgten Rollen in Filmen wie Tropic Thunder an der Seite von Ben Stiller, Robert Downey Jr. und Jack Black sowie Percy Jackson – Diebe im Olymp. Im November 2012 bekam er die Rolle des Aaron Foley in der Serie Beverly Hills Cop, einem Serienableger der gleichnamigen Spielfilmreihe. Diese wurde allerdings von CBS nicht übernommen. 2013 übernahm er wieder die Rolle des Grover Underwood in Percy Jackson – Im Bann des Zyklopen. Es folgten weitere Film- und Fernsehrollen.

## Filmografie (Auswahl)
- 2001: Nikita Blues
- 2005: Roll Bounce
- 2006: Cuttin Da Mustard
- 2007: Super Sweet 16: The Movie
- 2007: This Christmas
- 2007: Big Stan
- 2008: Tropic Thunder
- 2008: Der Tag, an dem die Erde stillstand (The Day the Earth Stood Still)
- 2009: Fast & Furious – Neues Modell. Originalteile. (Fast & Furious)
- 2010: Zahnfee auf Bewährung (Tooth Fairy)
- 2010: Percy Jackson – Diebe im Olymp (Percy Jackson & the Olympians: The Lightning Thief)
- 2010: Lottery Ticket
- 2010: Operation: Endgame
- 2011: Big Mama’s Haus – Die doppelte Portion (Big Mommas: Like Father, Like Son)
- 2012: Thunderstruck
- 2013: Percy Jackson – Im Bann des Zyklopen (Percy Jackson: Sea of Monsters)
- 2014: Californication (Fernsehserie, 3 Folgen)
- 2014–2015: Deadbeat (Fernsehserie, Staffel 1+2)
- 2015, 2020: BoJack Horseman (Zeichentrickserie, 4 Folgen)
- 2017: The Eloise Asylum (Eloise)
- 2017: Izzy Gets the F*ck Across Town